# Stanislav Brunclík (odbojář)
Stanislav Brunclík (17. června 1910 Podmoklice u Semil – 14. února 1944 Drážďany) byl český novinář, redaktor a politický funkcionář KSČ. Aktivně se angažoval v odboji proti nacistické okupaci, za tuto činnost byl zatčen, vězněn a posléze popraven.

## Život
Narodil se v Podmoklicích v severovýchodních Čechách, pozdější součásti města Semily. V roce 1929 vstoupil do Komunistického svazu mládeže (KSM). Později byl redaktorem týdeníku KSM Mladá garda. V letech 1935 až 1938 byl redaktorem komunistických novin Haló noviny, následně začal přispívat do ústředním výborem KSČ vydávaným deníkem Rudé právo. Působil též v redakci týdeníku ÚV KSČ Tvorba.
Za německé okupace Čech, Moravy a Slezska a vytvoření tzv. Protektorátu Čechy a Morava působil od roku 1939 v ilegalitě pod krycím jménem Karel Klíma. Byl instruktorem I. a II. a příslušníkem III. ilegálního ÚV KSČ. Jeho rodiče, manželka a nezletilý syn byli několikrát vyslýcháni gestapem, aby zjistili, kde se Brunclík nachází. Dne 15. nebo 16. července 1943 byl nakonec v Praze zadržen gestapem a vězněn nejprve v pražské věznici Pankrác, poté byl převeze do věznice Münchner Platz v Drážďanech. 
Dne byl 16. prosince 1943 odsouzen lidovým soudem v Drážďanech k trestu smrti a 14. února 1944 popraven.